# Arteria pancreaticoduodenale inferiore
L'arteria pancreaticoduodenale inferiore nasce come primo ramo collaterale di destra (in posizione cranio-caudale) dell'arteria mesenterica superiore. Prosegue verso destra e in alto per anastomizzarsi con l'omonima arteria proveniente dal distretto superiore, ovvero l'arteria pancreaticoduodenale superiore, la quale è un ramo terminale dell'arteria gastroduodenale.
È deputata alla vascolarizzazione della parte inferiore della regione del pancreas e del duodeno, dividendosi in due rami, uno ventrale ed uno dorsale.